# Стојан Аралица
Стојан Аралица (Шкаре, Оточац, 24. децембар 1883 — Београд, 4. фебруар 1980) био је српски сликар, графичар и академик. Аралица је био члан Удружења ликовних уметника Србије, Српске академије наука и уметности и ЈАЗУ.

## Биографија
Сликар и графичар Стојан Аралица је прве поуке из сликарства добио у приватној школи Хенриха Книра у Минхену. Године 1910, уписује се у класу Карла Мара на минхенској Високој школи за ликовну уметност, а две године касније прелази у класу Лудвига Хертериха. По избијању Првог светског рата враћа се у Загреб и отвара приватну сликарску школу. Потом одлази у Праг, где похађа графички одсек Академије за ликовну уметност, код Аугуста Бремса, а потом код Макса Швабинског. Део живота је провео у Риму, Паризу, Стокхолму а једно време је провео у селу Брестач код Руме, где је радио као учитељ. После 1948. године се настањује у Београду где остаје до краја живота.
Његов опус чини преко 1500 уметничких дела. Он се хронолошки може поделити на минхенску, париску, загребачку и београдску фазу, са јасно одређеним стилским обележјима. У првој фази видљиви утицаји академизма и сецесије. Почиње са портерима и сакралним мотивима, да би потом наставио да ради потрете и актове. У Паризу из основа мења уметнички приступ, а најчешћи мотиви су му пејзаж и мртва природа. У време када је живео у Загребу сликао је властити доживљај предела са Јадрана. То је најуспешније доба његовог стваралаштва, са сликама пуним топлине, светлости и интензивне чисте боје. Његово дело је пуно ведрине и оптимизма, са истанчаним осећајем за боју и прозрачну атмосферу медитеранског поднебља. Најзначајније слике: „Мотив из Лошиња“, „Жена са сламним шеширом“, „Портрет Б. Петронијевића“, „Пут“ и др.
Доминантан сликарски стил му је у духу париског постимпресионизма и лирске апстракције.
Крајем 1930-тих је радио фреске у бањалучкој цркви на Петрићевцу, срушеној 1941.
Дописни члан САНУ постаје 14. 11.1965; редовни од 7. марта 1968. године. Био је члан ЈАЗУ (Југословенске Академије Знаности и Уметности) у Загребу, члан је УЛУС-а и уметничких група Облик, Дванаесторица и Шесторица. Самостално је излагао у Загребу, Осијеку, Карловцу, Београду, Сплиту, Стокхолму, Сомбору. У Оточцу је 1972. основао фонд Стојана Аралице.
Умро је у Београду, 4. фебруар 1980. године, а сахрањен је у Алеји заслужних грађана на Новом гробљу у Београду.

## Група „Облик“
Заједно са својим колегама Петром Палавичинијем и Бранком Поповићем, Јован Бијелић је 1926. године формирао групу „Облик“ коме приступају: Петар Добровић, Живорад Настасијевић, Тома Росандић, Вељко Станојевић, Сретен Стојановић, Сава Шумановић и Марино Тартаља као чланови оснивачи, а касније овој групи приступају: Игњат Јоб, Зора Петровић, Иван Радовић, Мате Размиловић, Ристо Стијовић, архитект Драгиша Брашован. Ову групу су сачињавали већ афирмисани ликовни уметници. Правила групе су донета на седници од 8. новембра 1930. године а Министарство унутрашњих послова их је потврдило 20. јула 1932. године. Касније су групи приступали и остали уметници као и сам Стојан Аралица.

## Признања
У току живота и рада Стојан Аралица је добио многа признања:

## Награде
- 1959. октобарска награда Београда,
- 1963. Седмојулска награда,
- 1970. Споменица у част новоизабраног члана САНУ,
- 1973. Награда АВНОЈ-а,
- 1974. Прва плакета Председништва САНУ за допринос науци и уметности,
- 1977. Ровињска награда сликару.[3]

## Одликовања
- Орден рада са црвеном заставом,
- Орден заслуга за народ,
- Орден братства и јединства.
- Орден Републике са златним венцем